# Le Petit Théâtre de Jean Renoir
Pour plus de détails, voir Fiche technique et Distribution.
Le Petit Théâtre de Jean Renoir est un film franco-germano-italien réalisé par Jean Renoir comprenant quatre sketches, diffusé dans un premier temps à la télévision en 1970 et exploité en salles à partir de 1975.

## Fiche technique
- Titre : Le Petit Théâtre de Jean Renoir
- Réalisation : Jean Renoir
- Assistant réalisateur : Denis Epstein
- Photographie : Georges Leclerc
- Montage : Geneviève Winding, assisté de Gisèle Chezeau
- Musique : Joseph Kosma, Jean Wiéner, Octave Crémieux
- Décors : Gibert Margerie
- Directeur de production : Robert Paillardon
- Producteur délégué : Pierre Long
- Société de production : Son et Lumière (Paris) ; ORTF (Office de Radiodiffusion et Télévision Française) ; Bavaria Films (Munich) ; RAI (Radio Televisione Italiana)
- Pays de production :  France,  Allemagne de l'Ouest,  Italie
- Format : couleur — 35 mm — 1,33:1 — Son : Mono
- Année : 1969
- Durée : 100 minutes
- Date de première diffusion télévisée : 1970,  France
- Date de sortie en salles : 
  - France : 15 octobre 1975

## DistributionPrésentation de chaque sketch parJean Renoir

### I -Le Dernier réveillon
- Nino Formicola : le Clochard (doublure voix Pierre Etaix)
- Milly : la Clocharde
- Roland Bertin : Gontran
- André Dumas : le Gérant
- Robert Lombard : le Maître d’hôtel
- Frédéric Santaya, Gib Grossac, Pierre Gualdi, Annick Berger, Roger Trapp, Max Vialle
- Jean-Michel Molé, Paulette Deveson, Tom Clark, Sabine Hermosa, G. Taillade, E. Braconnier, Daniel Sursain, Lolita Soler, Sébastien Floche, Alain Péron, Gilbert Caron, Bisciglia

- (Musique de Jean Wiéner)

### II –La Cireuse électrique
- Marguerite Cassan : Émilie
- Pierre Olaf : Gustave
- Jacques Dynam : Jules
- Jean-Louis Tristan : le Représentant
- Denis Gunzburg et Claude Guillaume : les Amoureux

(Musique de Joseph Kosma)
(Décors : Résidence Versailles Grand Siècle)

### III –Quand l’amour meurt
- Jeanne Moreau : la chanteuse

(Musique d'Octave Crémieux et paroles de G. Millandy)

### IV –Le roi d’Yvetot
- Fernand Sardou : Duvallier
- Jean Carmet : Féraud
- Françoise Arnoul : Isabelle
- Andrex : Monsieur Blanc
- Roger Prégor : maître Joly
- Edmond Ardisson : César
- Dominique Labourier : Paulette

(Musique de Jean Wiéner)

## À noter
- La conception de ce spectacle a été décidée à Venise par Jean Renoir et Giulio Macchi